# Гендер в перекладах Біблії
В сучасних перекладах Біблії підіймаються такі питання, як стать Бога та андроцентричні звертання у текстах до людей та груп, які виключають жінок із її читачок та людей віри загалом, оскільки тексти до них не адресуються. Фокус обговорень стосується у першу чергу використання неандроцентричної мови у біблійних перекладах, але також включає критику тверджень про підпорядкованість жінки чоловікові та некритичні описи практик насильства проти жінок (такі як зґвалтування, педофілія, інцест, сурогатне материнство та проституція), неприйнятні в сучасному суспільстві.
У різних суспільствах обговорення цього питання перебуває на різних етапах. Наприклад, в Німеччині ще в 2016 році вийшло нове видання Біблії, що у багатьох частинах зазнало змін у порівнянні з попереднім варіантом з ціллю зробити текст більш інклюзивним, тоді як в Україні це поки що не є темою дискусій.

## Підходи
Оскільки переклади Біблії є важливим питанням у феміністичному дискурсі, особливо для релігійних феміністок, дискусія в цілому розподілилась на два підходи до проблеми.
Феміністки, що підтримують реконструкційний підхід, створюють альтернативні Біблії, додаючи неандроцентричну лексику та видаляючи історії, у яких прямо вказано на підлеглість жінки чоловікові. На противагу, «революційні» феміністські теологині стверджують, що справжня проблема Біблії у цілому полягає не в мові, а в ідеях та історіях самого тексту, породженого патріархальним світом того часу.

## Інклюзивна мова
За Брюсом Мецгером, англійська мова настільки схильна до використання чоловічого роду, що здатна обмежувати і затушовувати значення слів, що використовувались в оригінальних неангломовних текстах. За його словами, «Нова переглянута стандартна версія» («НПСВ») була одним з перших великих перекладів, що використовували неандроцентричну мову.
Джеффрі Д. Міллер пропонує 7 уривків з Біблії, де доцільно замінити наявні варіанти на гендерно-нейтральні. 
| Традиційний переклад | Інклюзивний переклад                                                                                                   |
| --- | --- |
| «А якщо хто не дбає про самого себе, а особливо про його власний дім, той втратив віру і гірший від невірного» (1 Тимофія 5: 8) | «І хто не забезпечує рідних, а особливо сім'ї, ті спростували віру і гірші, ніж невіруюча людина». (Джеффрі Д. Міллер) |

## Стать Бога
Багато молитов використовують одне або кілька імен для Бога багато разів у межах одного розділу. Вперше з'являється власне ім'я, а в інших випадках використовується займенник третьої особи (він, вона або вираз без роду). Традиційно в єврейському, християнському і мусульманському письмі Бога позначали займенником «Він».
У китайській мові перекладачі християнської Біблії створили новий китайський символ як божественний займенник: 祂 (піньїнь: tā). Він, по суті, є універсальним щодо роду займенником третьої особи для всіх об'єктів і осіб. Проте особистість (як і стать) Бога все ж можна позначити: більш типовий займенник, 他, також використовується. Корінний 亻(rén) позначає також особистість (відмінну від нелюдських референтів), а не лише стать. Радикал в 祂, 礻(shì), позначає «вищу особистість» божественності, не надаючи інформації щодо статі божества.
Частина вірян засуджують зміни частин, які напряму стосуються статі самого Бога. Наприклад, на пропозицію замінити в англійській мові звертання «Father» (батько) на «Parent» (хтось з батьків) реагують так: «Це неправильно, оскільки принципово змінює наше відношення. Вживання чоловічої особи було Божим вибором у тому, щоб пояснити Себе нам, і ми не маємо права змінювати це».